# Hesperorhipis hyperbola
Hesperorhipis hyperbola är en skalbaggsart som beskrevs av Knull 1938. Hesperorhipis hyperbola ingår i släktet Hesperorhipis och familjen praktbaggar.

## Underarter
Arten delas in i följande underarter:
- H. h. hyperbola
- H. h. californica